# Нижнечеремошинский сельсовет
Нижнечеремошинский сельсовет — сельское поселение в Краснозёрском районе Новосибирской области Российской Федерации.
Административный центр — село Нижнечеремошное.

## История
Статус и границы сельского поселения установлены Законом Новосибирской области от 2 июня 2004 года № 200-ОЗ «О статусе и границах муниципальных образований Новосибирской области»

## Население
| 2002 | 2010 | 2012 | 2013 | 2014 | 2015 | 2016 |
| ---- | ---- | ---- | ---- | ---- | ---- | ---- |
| 1116 | ↘893 | ↘878 | ↘876 | ↗898 | ↘865 | ↘860 |
| 2017 | 2018 | 2019 | 2020 | 2021 |      |      |
| ↘838 | ↗841 | ↘814 | ↘789 | ↘776 |      |      |

## Состав сельского поселения
| № | Населённый пункт | Тип населённого пункта       | Население |
| - | ---------------- | ---------------------------- | --------- |
| 1 | Нижнечеремошное  | село, административный центр | ↘850      |
| 2 | Осинниковский    | посёлок                      | ↘43       |